# Primer ásványok
A primer ásvány elsődleges ásvány. Olyan ásvány, amely magmás kőzetek kristályosodásakor keletkezik. Ezek azok a fő ásványok, amelyeket magmás kőzetek osztályozásánal is felhasználnak. A primer ásványok a magma megszilárdulását okozó kémiai és fizikai feltételeknek megfelelően folyamatosan vagy egymást követő sorozatokban kristályosodnak. Üledékes kőzetek esetében az elsődleges és másodlagos ásvány megjelölés a lerakodás előtti vagy azzal egyidejű, illetve a lerakódást követő ásványkeletkezésre utal. A primer ásványokat a vegyi üledékeknél (a mészkő kalcitjainak zöménél)  szingenetikusnak a másodlagos ásványokat (pl.: homokkő) kvarckristályainak továbbnövekedését- diagenetikus ásványoknak is nevezzük.